# Scinidae
Scinidae é uma família de anfípodes pertencentes à ordem Amphipoda.
Géneros:
- Acanthoscina Vosseler, 1900
- Ctenoscina Wagler, 1926
- Fortunata Chun, 1889
- Scina Prestandrea , 1833
- Spinoscina Bowman & Gruner, 1973